# Velsk
Velsk (rusky Вельск) je město v Archangelské oblasti v Ruské federaci. Při sčítání lidu v roce 2010 měl bezmála čtyřiadvacet tisíc obyvatel.

## Poloha a doprava
Velsk leží jihozápadně od ústí Velu, podle kterého se jmenuje, do Vagy (povodí Severní Dviny). Od Archangelska, správního střediska oblasti, je vzdálen přibližně 550 kilometrů jižně.
Velsk leží na západním části Pečorské dráhy vedoucí z Konoši přes Kotlas do Vorkuty. Západně od zástavby prochází dálnice M8 z Moskvy do Archangelsku.

## Dějiny
První zmínka o Velsku je pod jménem Vel v dokumentu vévody Novgorodské republiky Svjatoslava Olegoviče z roku 1137.
Městem se stal Velsk 6. srpna 1780. Jak odráží podoba jeho znaku, byl v té době významný výrobou lnu.

### Rodáci
- Georgij Dmitrijevič Karpečenko (1899–1941), biolog
- Arsenij Borisovič Roginskij (* 1946), historik